# Гебезе
Гебезе (нім. Gebesee) — місто в Німеччині, розташоване в землі Тюрингія. Входить до складу району Земмерда. Складова частина об'єднання громад Гера-Ауе.
Площа — 24,04 км2. Населення становить 2168 ос. (станом на 31 грудня 2021).